# Der junge Lord
Der junge Lord ist eine komische Oper in zwei Akten von Hans Werner Henze nach einem Libretto von Ingeborg Bachmann. Der Stoff geht auf die Parabel Der Affe als Mensch von Wilhelm Hauff aus dessen Sammlung Der Scheik von Alexandria und seine Sklaven zurück. Die Oper wurde 1965 in der Deutschen Oper Berlin unter der Leitung von Christoph von Dohnányi in einer Inszenierung von Gustav Rudolf Sellner uraufgeführt.

## Handlung

### Erster Akt
Szene 1 (Marktplatz des kleinen Städtchen Hülsdorf-Gotha): Die Bewohner von Hülsdorf-Gotha warten auf Sir Edgar, einen adligen Gelehrten aus England. Der Lord kommt an und zieht mit seiner exotischen Entourage und großem Gepäck in ein angemietetes Haus ein, ohne mit irgendeinem Anwohner auch nur ein Wort zu wechseln. Im Getümmel sprechen Luise, die reichste Bewohnerin der Stadt, und der Student Wilhelm erstmals miteinander. Luise, ein Mündel von Baronin Grünwiesel, ist verzweifelt, denn die Baronin will sie mit Sir Edgar verkuppeln.
Szene 2 (Salon der Baronin Grünwiesel): Die Baronin erwartete Sir Edgar zum Tee, doch der türkische Page Jeremy überbringt eine Ablehnung der Einladung. Die empörte Baronin schwört, Sir Edgars Leben in der Stadt zur Hölle zu machen.
Szene 3 (Marktplatz von Hülsdorf-Gotha mit aufgebautem Zirkus): Sir Edgar verscherzt es sich nun auch mit der Bevölkerung und den restlichen Honoratioren der Stadt, indem er einem reisenden Zirkus Geld gibt und dessen Artisten in sein Haus einlädt, das den Städtern weiterhin verschlossen bleibt. Stadtkinder jagen hinter Jeremy her, der in seiner Not in Sir Edgars Haus flüchtet.

### Zweiter Akt
Szene 1 (Winterabend auf dem Marktplatz von Hülsdorf-Gotha): Aus Sir Edgars Haus dringen Geschrei und seltsame Geräusche. Die beunruhigten Bürger der Stadt lassen sich jedoch von Sir Edgars Sekretär beschwichtigen. Dieser erklärt, dies seien die hörbaren Zeichen der Schwierigkeiten, die Sir Edgars Neffe beim Lernen der deutschen Sprache habe. Der Neffe Lord Barrat – der junge Lord – soll Deutsch lernen, damit er der Gesellschaft der Stadt vorgestellt werden kann. Am Rande der Versammlung auf dem Platz treffen sich Luise und Wilhelm.
Szene 2 (Empfang im Hause von Sir Edgar): Das Haus wird erstmals für die Bürger der Stadt geöffnet: Zu einem Empfang sind alle eingeladen, präsentiert wird der junge Lord. Alle geben sich von Lord Barrats Manieren begeistert, auch wenn diese teils seltsam scheinen. Wilhelm, dem das Verhalten des jungen Lords gegenüber Luise nicht passt, beleidigt Lord Barrat. Daraufhin fällt Luise in Ohnmacht und Wilhelm muss den Empfang verlassen.
Szene 3 (Großer Ball im Casino von Hülsdorf-Gotha): Auf einem Ball soll die Verlobung zwischen Luise und dem jungen Lord bekanntgegeben werden. Die Ballgäste ahmen den immer wilder tanzenden jungen Lord nach, einige gehen so weit, sich wie dieser die Kleider vom Körper zu reißen. Da wird offenbar, was es mit dem jungen Lord auf sich hat: Lord Barrat ist ein dressierter Affe in Menschenkleidern, der aus dem Zirkus stammt. Im daraus resultierenden Getümmel verlassen Sir Edgar und sein Sekretär die Szene, Luise und Wilhelm versöhnen sich.

## Besetzung der Uraufführung
- Dirigent: Christoph von Dohnányi
- Orchester und Chor der Deutschen Oper Berlin
- Schöneberger Sängerknaben
- Chorleiter: Walter Hagen-Groll
- Regisseur: Gustav Rudolf Sellner
- Bühnenbild und Kostüme: Filippo Sanjust
- Sir Edgar: Otto Graf
- Sir Edgars Sekretär: Barry McDaniel
- Lord Barrat: Loren Driscoll
- Begonia: Vera Little
- Bürgermeister: Manfred Röhrl
- Oberjustizrat Hasentreffer: Ivan Sardi
- Ökonomierat Scharf: Ernst Krukowski
- Professor von Mucker: Helmut Krebs
- Baronin Grünwiesel: Patricia Johnson
- Frau von Hufnagel: Ruth Hesse
- Frau Oberjustizrat Hasentreffer: Lisa Otto
- Luise: Edith Mathis
- Ida: Bella Jasper
- Ein Kammermädchen: Marina Türke
- Wilhelm: Donald Grobe
- Amintore La Rocca: Günther Treptow
- Ein Lichtputzer: Fritz Hoppe
- Herr La Truiare: Carl Jaeger
- Meadows: Leopold Clam
- Jeremy: Charles Williams
- Lehrer: Günther Altenburg

## Inszenierungen
Die Oper wurde 1967 in San Diego und Houston aufgeführt, 1973 von der New York City Opera. Der Verlag Schott Music bietet Übersetzungen von Eugene Walter (englisch), Fedele D’Amico (italienisch) und Jeanne Héricard (französisch) an.
- Schallplattenaufnahme mit den Mitwirkenden der Uraufführung, Ufa-Studio Berlin, Mai 1967, Tonmeister Heinz Wildhagen. DG 449 875-2 (Doppel-CD)
- Fernsehaufzeichnung 1968 in der Deutschen Oper. Unitel, Medici Arts 2072398 (DVD)